# Freefall (Hawklords)
Freefall (soms ook als Free fall gespeld) is een nummer van Hawklords. Het is afkomstig van hun album 25 Years On. Het album is over het algemeen somber gestemd, maar het nummer Freefall klinkt wat speelser. Het thema is  parachutespringen. Alhoewel beangstigend ("of someone who is stalling" en "frightened face") in het begin, zijn de meeste mensen (die de sprong in het niets wagen) blij, dat ze even verlost zijn van de dagelijks beslommeringen en zich in vrije val ("there’s no up, there’s only down"/"freefall") bevinden.
Het was het eerste nummer dat Bainbridge op platen bijdroeg aan Hawkwind/Hawklords.
Musici
- Robert Calvert – zang
- Dave Brock – gitaar, synthesizer
- Harvey Bainbridge – basgitaar
- Steve Swindells – toetsinstrumenten
- Martin Griffin – slagwerk